# مکی تال
مکی تال (انگلیسی: Maki Tall؛ زادهٔ ۳۰ اکتبر ۱۹۹۵) بازیکن فوتبال اهل ایالات متحده آمریکا است.
از باشگاه‌هایی که در آن بازی کرده‌است می‌توان به باشگاه فوتبال لیل اشاره کرد.
وی همچنین در تیم‌های ملی فوتبال زیر ۱۸ سال فرانسه، زیر ۱۹ سال فرانسه، Ivory Coast national under-20 football team, United States men's national under-20 soccer team، و United States men's national under-23 soccer team بازی کرده‌است.